# 웨일스 교회
웨일스 교회(Church in Wales)는 잉글랜드 성공회에서 분리된 웨일스의 성공회이다.
잉글랜드 왕국의 종교 개혁 이래로 잉글랜드 성공회에 속해 있었으나, 1920년 분리되어 독자적인 관구교회가 되었다.

웨일스 성공회의 교구 지도

## 교구

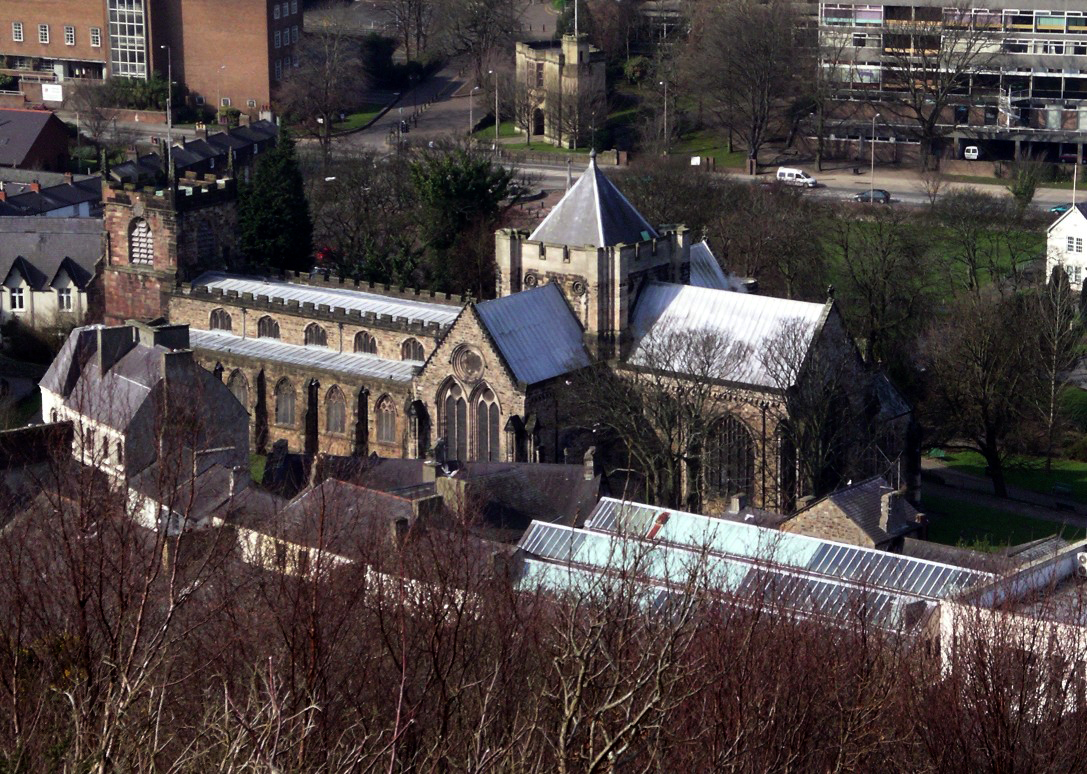
뱅거 교구 (뱅거 대성당)
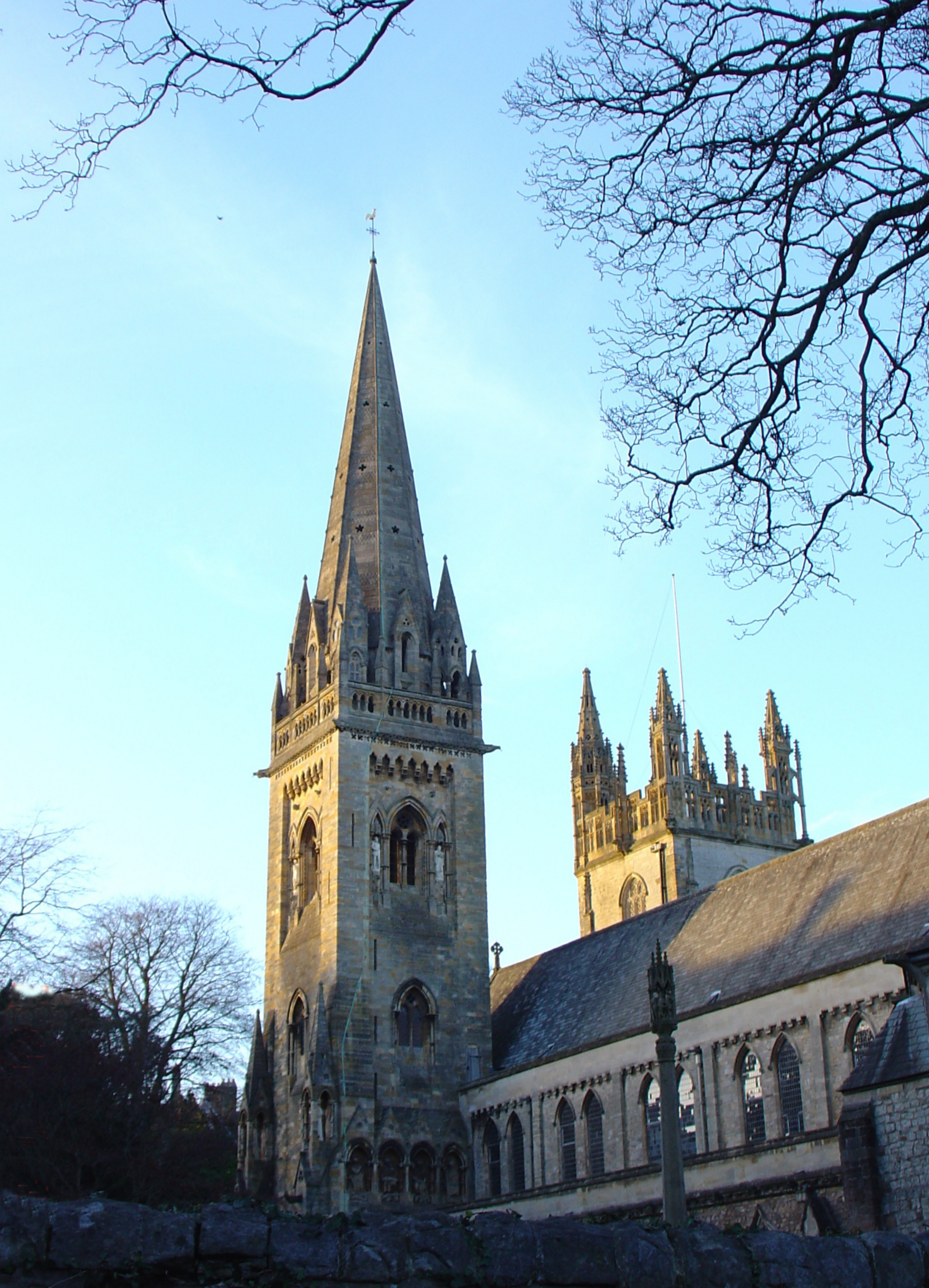
랜더프 교구 (랜더프 대성당)
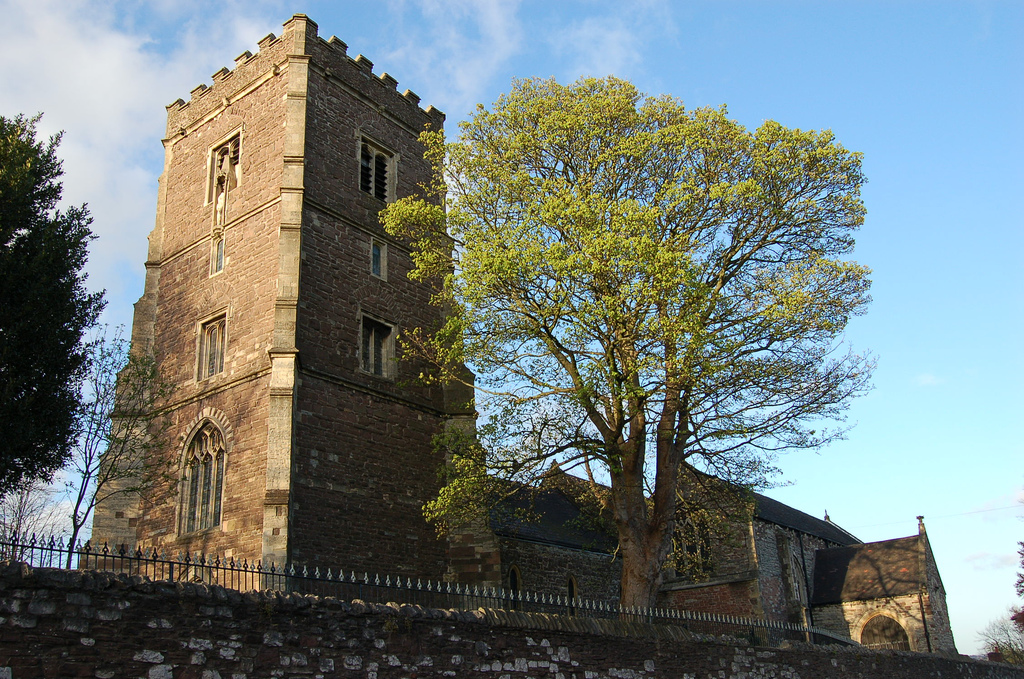
몬머스 교구 (뉴포트 대성당)
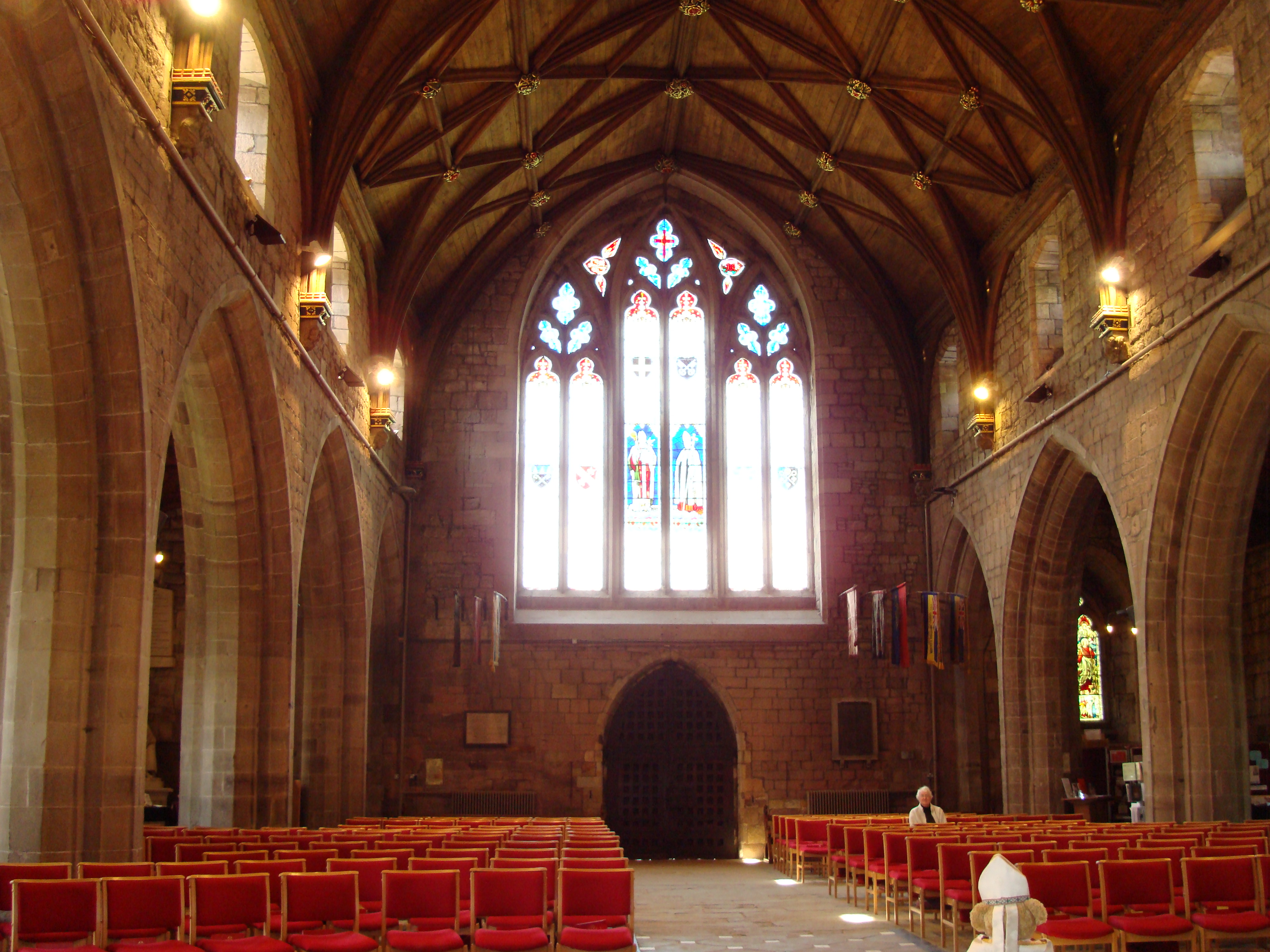
세인트 애서프 교구 (성 애서프 성당)
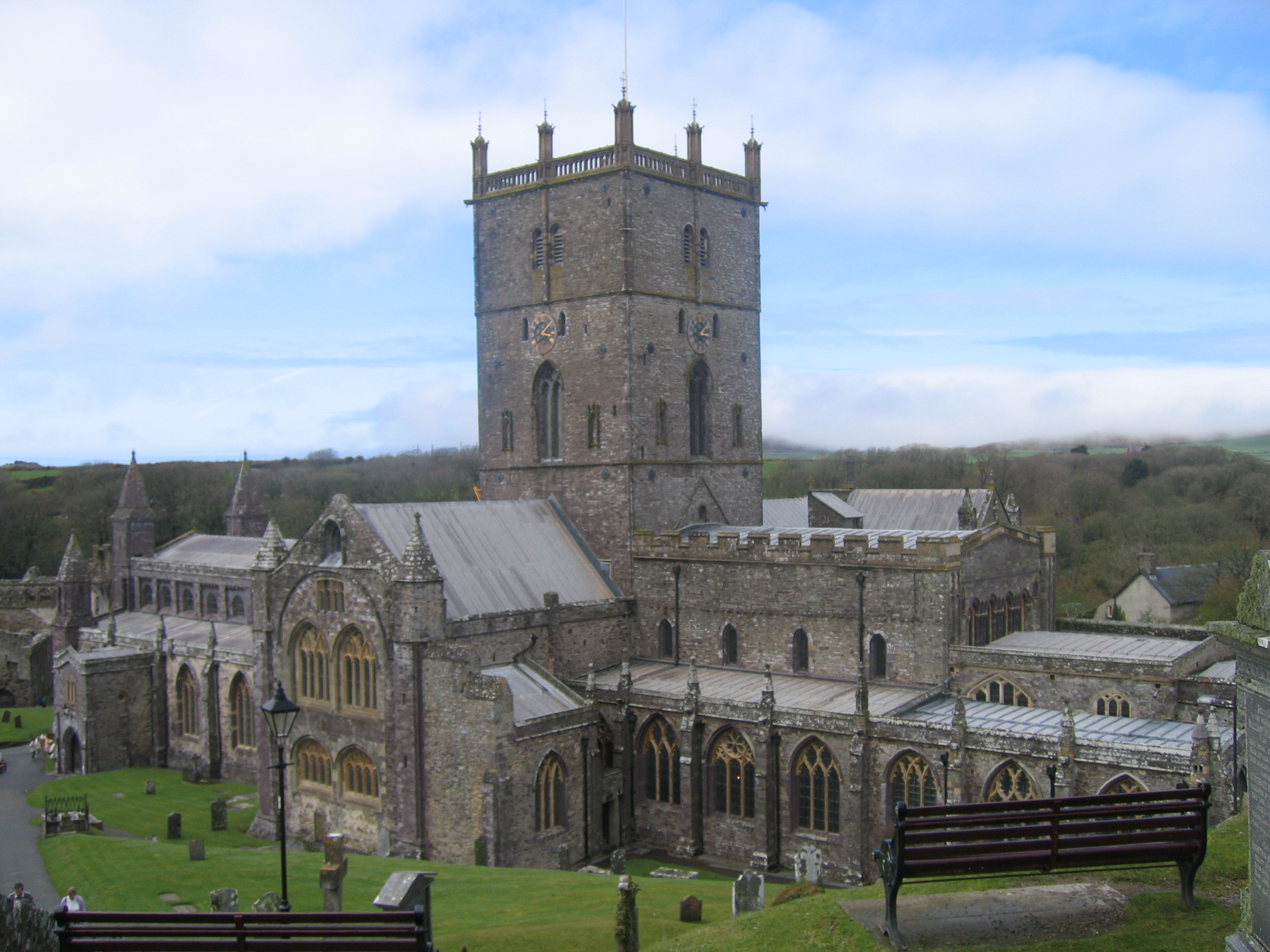
세인트 데이빗 교구 (성 다윗 성당)